# Casimir Marc Biros
Pour les articles homonymes, voir Biros (homonymie).
Casimir Marc Biros, né le 25 avril 1905 à Soulan (Ariège), décédé le 7 novembre 1995, était un administrateur de la France d'outre-mer.

## Biographie
Il a étudié au lycée de Foix, à l'Université américaine de Beyrouth et à la faculté de droit de Lyon. Il fut gouverneur du Dahomey de 1955 à 1958, remplacé à cette date par René Tirant. Il sera ensuite haut commissaire de la Nouvelle-Calédonie à partir de 1962 en remplacement de Laurent Péchoux, et également en charge pour la France du condominium des Nouvelles-Hébrides entre janvier 1963 et février 1965.
Directeur du cabinet militaire du ministre des Armées entre 1960 et encore en poste en 1969.
Il est l'auteur de Soulan en Couserans - promenade dans le temps publié en 1974.